# Euphorbiaceae
Euphorbiaceae comúnmente conocida como la familia de las euforbiáceas, es una familia cosmopolita de plantas muy difundida y diversificada en la zona tropical con 300 géneros y alrededor de 7500 especies, la mayoría de ellas matas y hierbas aunque también, en especial en los trópicos, árboles y arbustos; monoicas o dioicas, típicamente con látex. Algunas son suculentas que se asemejan a los cactus.
Los miembros de esta familia se encuentran en una amplia gama de hábitats, desde bosques tropicales hasta desiertos, lo que la convierte en un grupo ecológicamente significativo. Las plantas de Euphorbiaceae muestran una notable diversidad en su forma, desde pequeñas plantas herbáceas hasta grandes árboles y arbustos, y pueden ser anuales o perennes. La familia es conocida por su gran variedad de adaptaciones morfológicas, compuestos químicos y roles ecológicos.
Una de las características definitorias de las Euphorbiaceae es su savia lechosa, que es producida por la mayoría de las especies. Esta savia contiene una variedad de compuestos, incluidos látex, que pueden ser tóxicos o irritantes para la piel, y algunas especies incluso producen defensas químicas potentes contra los herbívoros. Las hojas de las plantas de Euphorbiaceae suelen ser alternas, simples y, a menudo, tienen estípulas—pequeñas estructuras similares a hojas en la base del pecíolo. Las flores de esta familia son generalmente unisexuales y a menudo están dispuestas en racimos o inflorescencias inconspicuas, que pueden ser masculinas o femeninas, a veces dentro de la misma planta o en plantas separadas. La familia también presenta un tipo distintivo de fruto, típicamente una cápsula que, cuando madura, se abre para liberar las semillas.
Las especies de Euphorbiaceae desempeñan roles ecológicos significativos en diversos entornos. Muchas especies son cruciales en sus ecosistemas nativos, proporcionando hábitat y alimento para insectos, aves y otros animales. En regiones tropicales, por ejemplo, el género Euphorbia, que incluye especies como la Euphorbia cactus, ofrece refugio y sustento a una variedad de fauna. Algunas especies de esta familia también son importantes para la estabilización del suelo, especialmente en áreas áridas, donde especies como Jatropha se utilizan en proyectos de reforestación. Además, especies de Croton, otro género importante de esta familia, son valoradas por su papel en la medicina tradicional y como plantas ornamentales.
Más allá de su importancia ecológica, las especies de Euphorbiaceae tienen un valor económico significativo. Por ejemplo, el ricino (Ricinus communis), uno de los miembros más conocidos de esta familia, es fuente de aceite de ricino, que tiene amplias aplicaciones en industrias como la farmacéutica, cosmética y manufacturera. El árbol de caucho (Hevea brasiliensis), también parte de la familia Euphorbiaceae, es la fuente principal de caucho natural, un material esencial utilizado en innumerables productos en todo el mundo.
Muchas especies de Euphorbiaceae son tóxicas, con compuestos que pueden causar irritación en la piel o alteraciones digestivas si se ingieren. Sin embargo, algunas especies de la familia, como Euphorbia y Jatropha, se han utilizado en la medicina tradicional en diversas culturas por sus supuestas propiedades medicinales, como efectos antimicrobianos, antiinflamatorios y analgésicos.

## Distribución
Familia cosmopolita con un mayor número de especies en la zona tropical.
Esta familia se da principalmente en los trópicos, con la mayoría de las especies distribuida por la región indo-malaya y la América tropical. Hay una amplia variedad en el África tropical, aunque no tan abundante ni variada como en las otras dos regiones. Sin embargo, el género Euphorbia también tiene muchas especies en áreas no tropicales, como la Cuenca mediterránea, el Oriente Medio, Sudáfrica y el sureste de Estados Unidos; e igualmente podemos encontrar representantes de esta familia en el extremo austral de Sudamérica (Avellanita bustillosii). Un gran número de plantas ruderales cosmopolitas introducidas con los cultivos ordinarios son euforbias, destacando las lechetreznas.

## Características

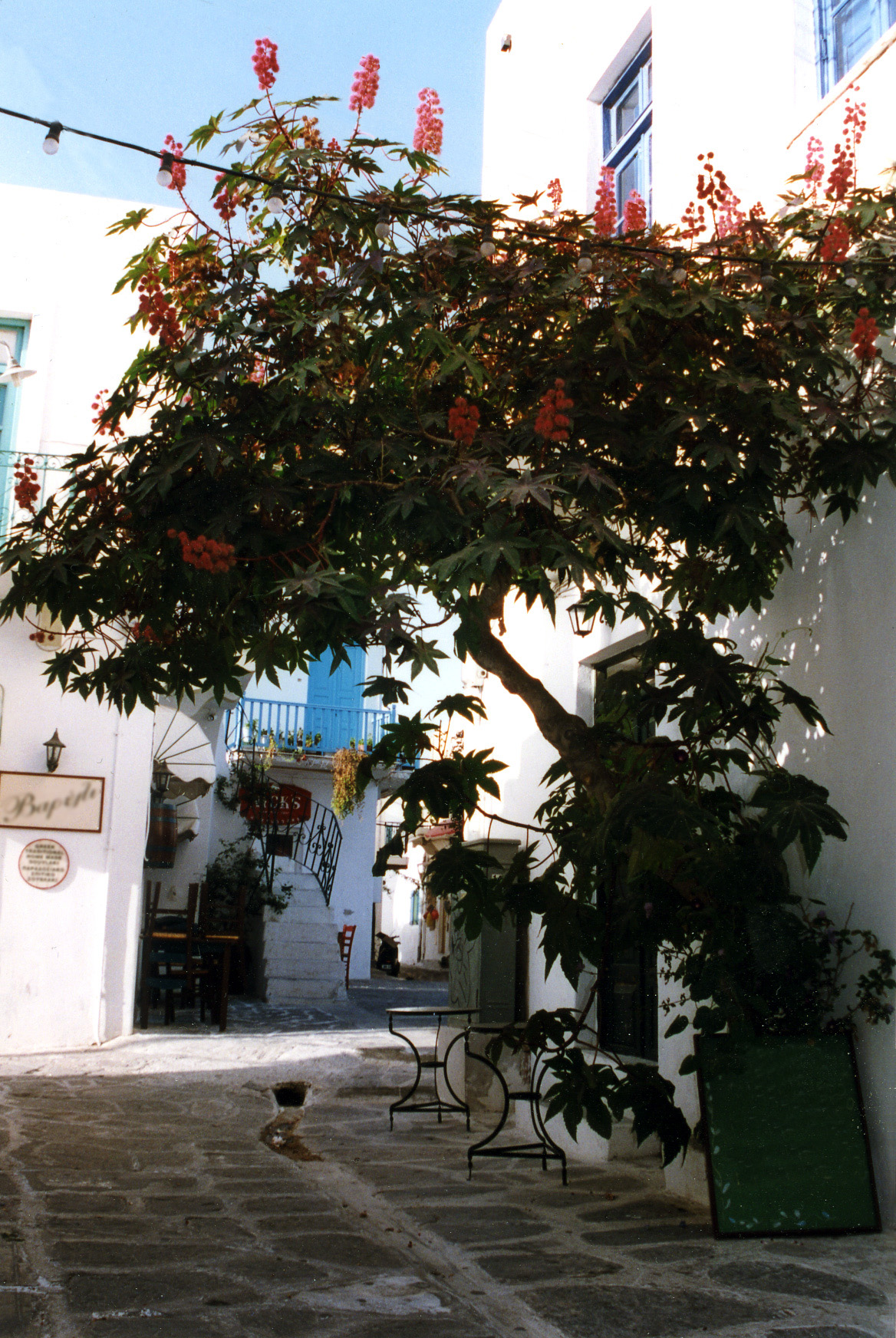
Ricinus communis en Grecia.

Son hierbas, arbustos y árboles con látex, a veces carnosos y cactiformes. Se cita a menudo a las euforbiáceas como un caso de evolución convergente con las cactáceas. La mayoría de las euforbias contienen sustancias tóxicas contra los herbívoros. 
Hierbas grandes arrosetadas, o árboles, o arbustos, o subarbustos. Muchas veces en áreas secas son grandes, xeromórficas, fibrosas o suculentas. En general las especies suculentas son de África, América (muy pocas) y Madagascar. En América sus nichos como plantas suculentas están ocupados por las cactáceas. El grupo es muy variado y se confunden muchas veces especies del grupo de las euforbias con otros grupos.
Las hojas son generalmente simples, cuando son compuestas, pueden ser palmadas, opuestas y alternas, con estípulas que pueden estar transformadas en espinas o glándulas. Las hojas simples, son generalmente alternas y a menudo estipuladas. 
Las euforbias suelen formar a menudo unas estructuras florales llamadas ciatos muy especializadas, es una estructura diminuta en forma de copa, que consiste en un involucro con glándulas variadas en el borde, dentro del cual hay numerosas flores reducidas a un estambre (llamadas por eso estaminadas), que se hallan rodeando a una única flor central con pistilo. Estas inflorescencias son generalmente protóginas, la polinización es cruzada y la realizan principalmente moscas u otros dípteros, que acuden atraídos por la abundante segregación de las glándulas.
Sus pequeñas flores tienen tendencia a la reducción en el número de piezas, a ser unisexuales y actinomorfas. Las especies con flores más primitivas tienen cáliz y corola, el resto, monoclamídeas o aclamídeas. Los estambres pueden estar en número variable, muchas veces reducido a 1 solo estambre (las mencionadas "flor estaminada"), a veces estambres ramificados con un número variable de anteras (hasta 9); gineceo súpero, pluricarpelar en las especies primitivas, tricarpelar, e incluso, monocarpelar en las más modernas; los estilos pueden estar ramificados.
Las inflorescencias complejas de tipo cimoso, o ciato, son características de las euphorbias y géneros afines. A su vez los ciatos forman inflorescencias compuestas umbeliformes.
Los frutos son normalmente capsulares, dorsicidas o loculicidas, cuyos carpelos se separan en la madurez, tricocos, la reticulación de la testa de la semilla es un carácter sistemático. Después de la fecundación, el pedicelo pistilado empuja al fruto hacia arriba y hacia afuera para ser dispersado.
Es frecuente encontrar un gran número de especies de euforbias crasas autóctonas en las zonas cálidas desérticas del planeta. Las euforbias suculentas de tallos y ramas carnosas, del tipo de las tabaibas son frecuentes en África, Madagascar y los archipiélagos macaronésicos e índicos, que muestran adaptaciones similares a los mencionados cactus y las Agavoideaes.

## Usos y toxicidad
Algunas especies de Euphorbiaceae tienen importancia económica, como la yuca (Manihot esculenta), el ricino (Ricinus communis), la nuez de barbados (Jatropha curcas), y el caucho de Pará (Hevea brasiliensis). Muchas se cultivan como planta ornamental, como la flor de pascua (Euphorbia pulcherrima) o crotón de jardín (Codiaeum variegatum). El tártago frondoso (Euphorbia esula) y el árbol de sebo (Triadica sebifera) son malas hierbas invasoras en América del Norte.
Las semillas de la planta de ricino (Ricinus communis L.) contienen una toxina extremadamente potente, la ricina.
Existen evidencias de que el eufol, un alcohol triterpénico tetracíclico, y principal constituyente de la savia de la planta medicinal Euphorbia tirucalli, tiene actividad anticancerígena. El análisis del cribado toxicológico del efecto inhibidor y la bioactividad del eufol ha mostrado efectos citotóxicos dependientes de la concentración en líneas celulares de cáncer, con una diferencia de más de cinco veces en los valores IC50 en algunas líneas celulares. El tratamiento con eufol presentó un índice de citotoxicidad selectiva superior (0,64-3,36) al de la temozolomida (0,11-1,13) y redujo tanto la proliferación como la motilidad celular. El eufol también mostró actividad antitumoral y antiangiogénica in vivo, utilizando el ensayo de la membrana corioalantoidea del pollo, con interacciones sinérgicas con la temozolomida en la mayoría de las líneas celulares. En conclusión, el eufol ejerció citotoxicidad in vitro e in vivo contra células de glioma, a través de varias vías del cáncer, incluyendo la activación de la muerte celular asociada a la autofagia.
Aunque algunas especies de Euphorbiaceae se han utilizado en la medicina tradicional, Hasta 2019, no hay evidencia clínica rigurosa de que los extractos de euphorbia sean efectivos para tratar ninguna enfermedad. Numerosas especies de Euphorbiaceae se enumeran en la base de datos de plantas venenosas de la Administración de Alimentos y Medicamentos de los EE. UU. principalmente debido a la savia tóxica.

### Fitoquímica
La mayoría presentan glucosinolatos (como Drypetes, Putranjiva). Muchas especies contienen glucósidos cianogénicos, como la linamarina (Euphorbia, Manihot, Ricinus). El género Tragia es rico en alcaloides, glicósidos, flavonoides y terpenoides.

## Géneros y especies

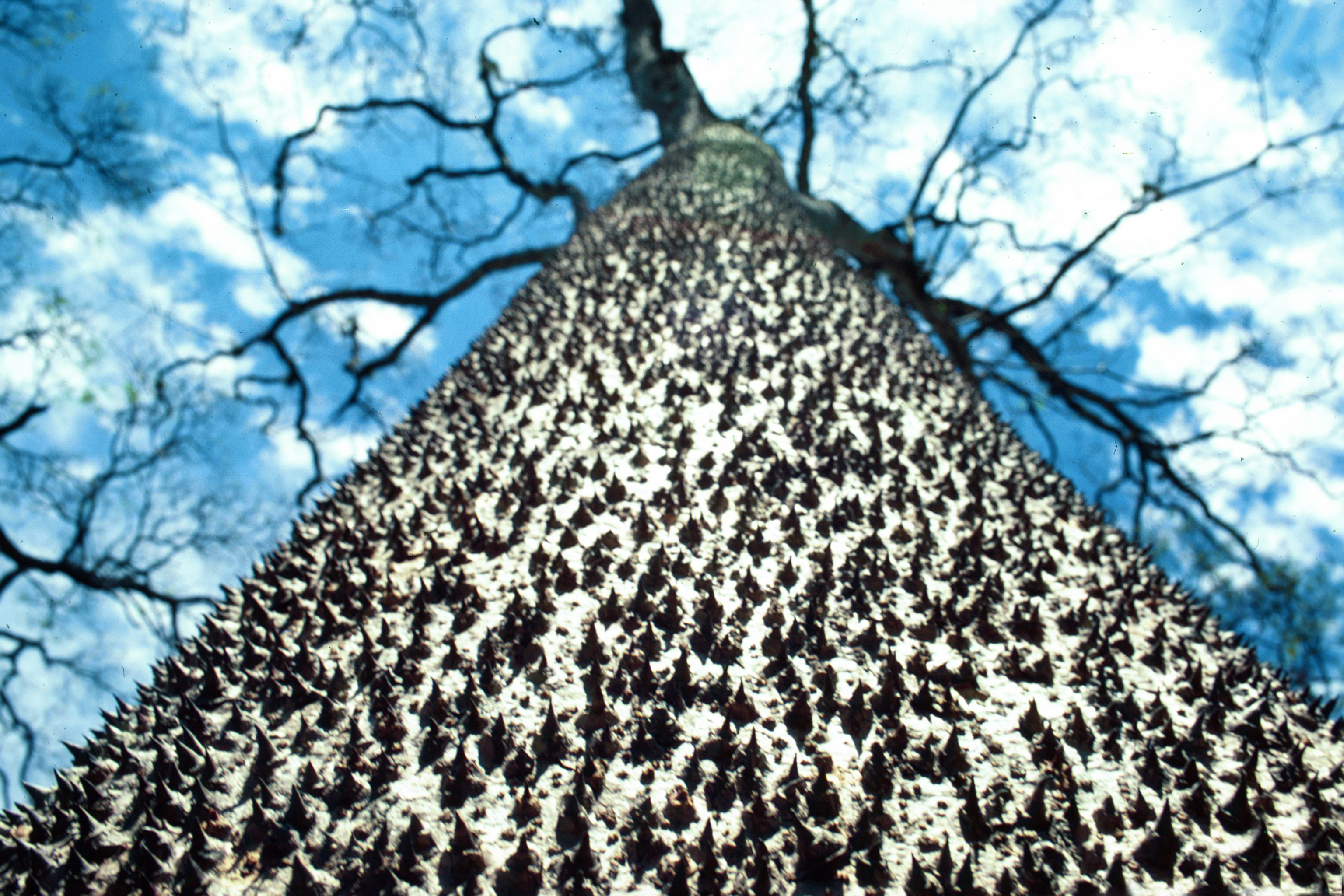
Hura crepitans Ceiba amarilla.

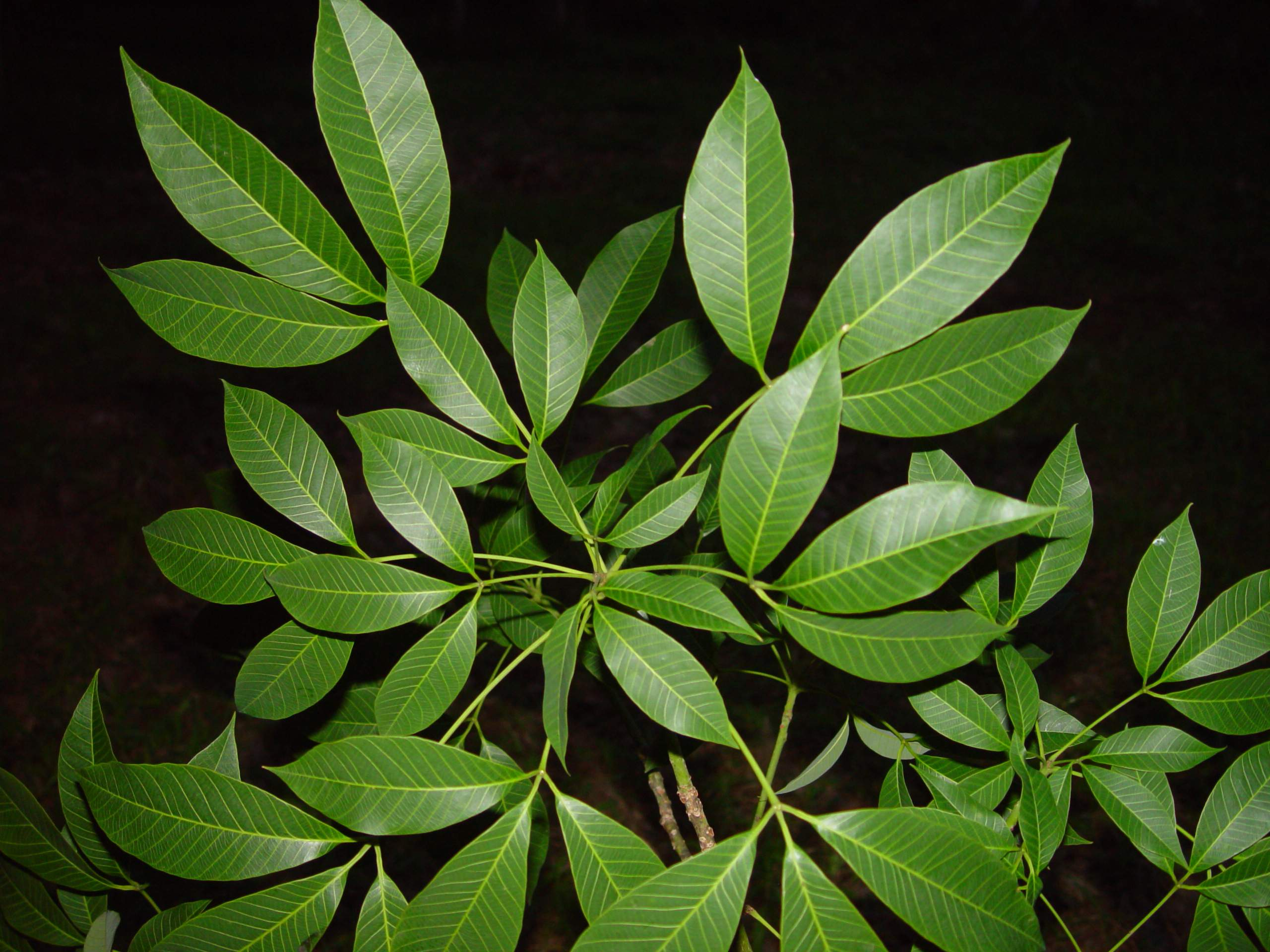
Hevea brasiliensis El árbol del caucho.

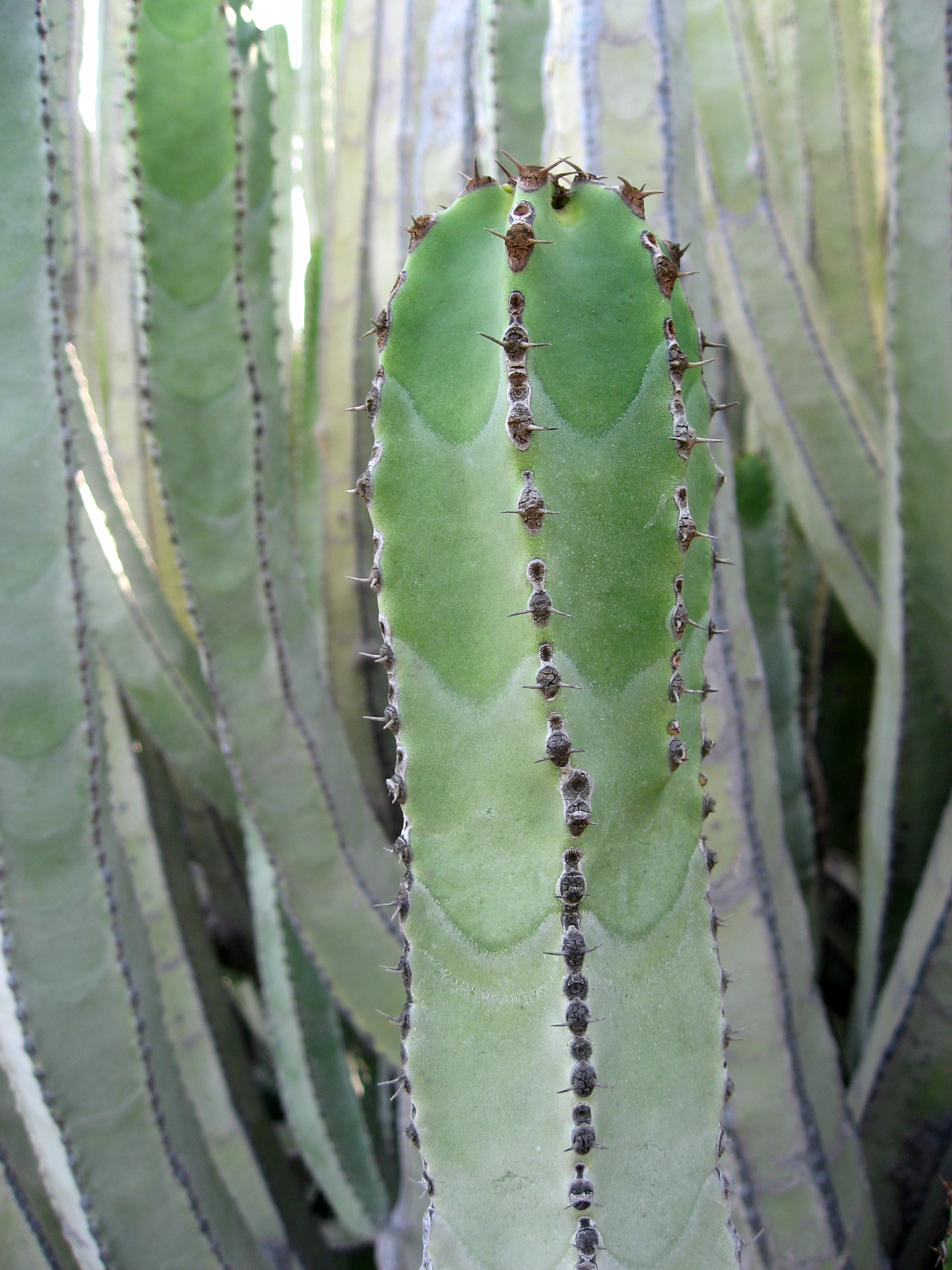
Detalle del tallo de Euphorbia canariensis.

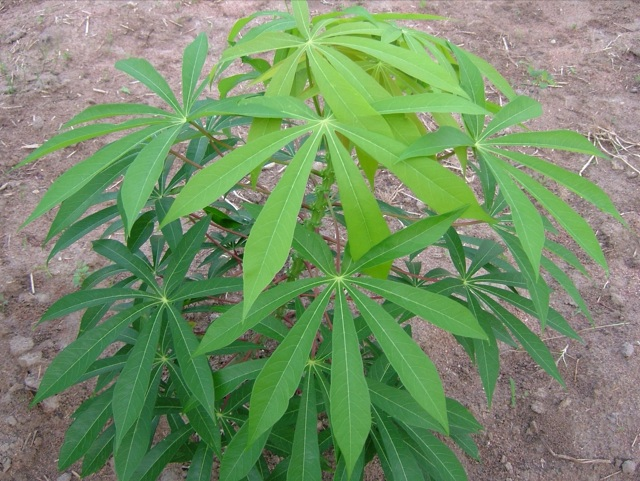
Manihot esculenta La mandioca.

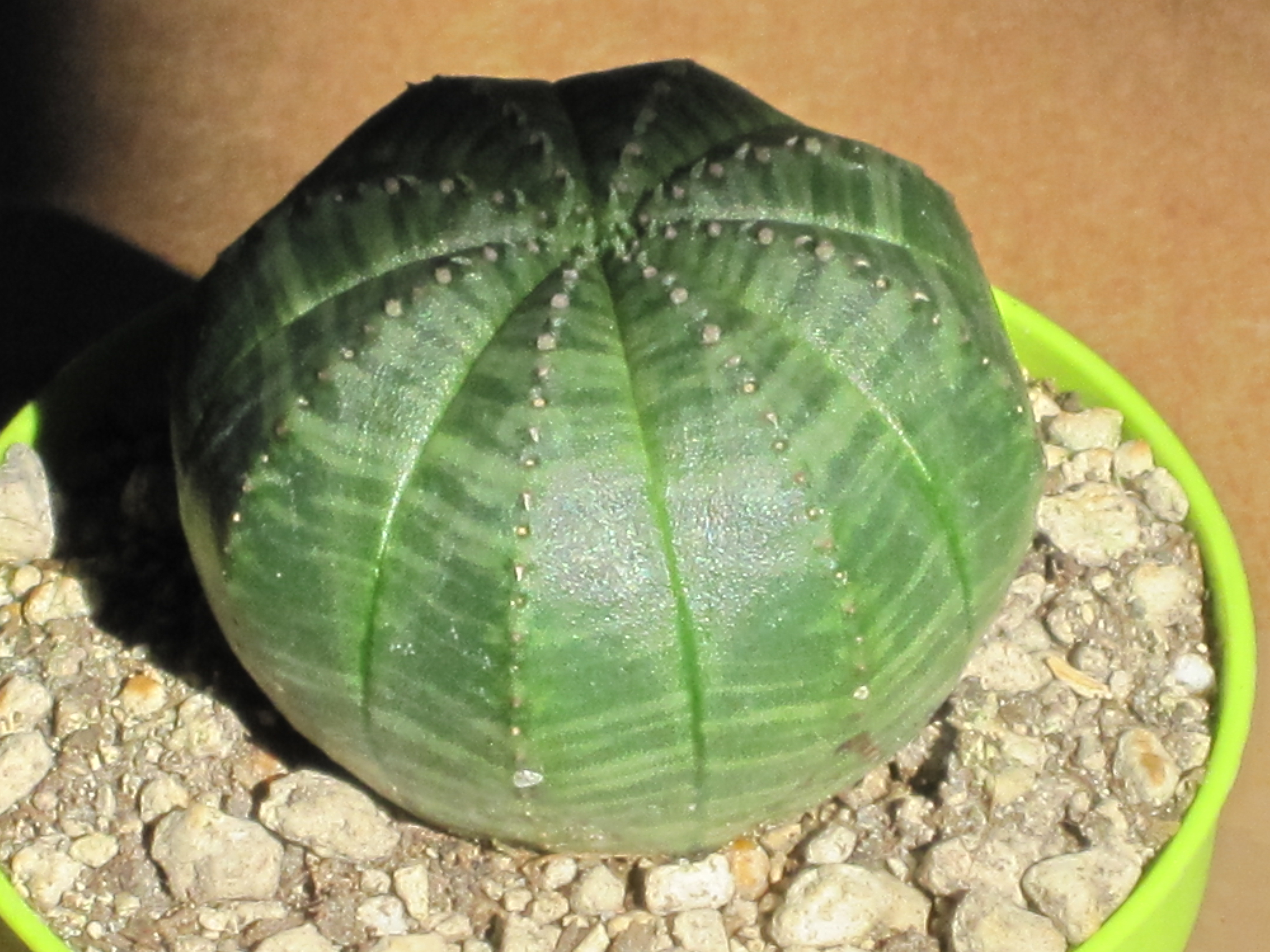
Euphorbia obesa.

Unas 7500 especies, la mayoría de regiones cálidas, algunas con interés económico.
- Avellanita
  - Avellanita bustillosii Phil.
- Euphorbia
  - Euphorbia admigdaloides L.
  - Euphorbia antisyphilitica, candelilla
  - Euphorbia aphylla Brouss. ex Willd.
  - Euphorbia atropurpurea ( Brouss. ) Webb et Berth.
  - Euphorbia balsamifera Ait.
  - Euphorbia berthelotii Bolle.
  - Euphorbia canariensis L., parecida a un cactus candelabro
  - Euphorbia characias
  - Euphorbia helioscopia
  - Euphorbia ingens
  - Euphorbia lamarckii Sweet
  - Euphorbia lambii Svent.
  - Euphorbia minuta
  - Euphorbia paralias L.
  - Euphorbia pulcherrima, flor de pascua
  - Euphorbia regis-jubae Webb et Berth.
  - Euphorbia serrata L.
  - Euphorbia milii, corona de Cristo
- Hevea
  - Hevea brasilensis, árbol del caucho.
- Hura
  - Hura crepitans
- Manihot
  - Manihot esculenta Crantz, cultivada para la obtención de la Mandioca
  - Manihot grahamii
  - Manihot palmata,
- Mercurialis
  - Mercurialis annua L., mercurial
  - Mercurialis perennis L.
  - Mercurialis tomentosa L., perenne.
- Ricinus
  - Ricinus communis L., ricino, es cultivada para la obtención del aceite de ricino.

## Conservación
Algunas especies de esta familia se enfrentan al riesgo de extinción. Estas incluyen las especies de Euphorbia E. appariciana, E. attastoma, E. crossadenia, y E. gymnoclada. Así como la especie A. bustillosii del género Avellanita.

## Sinonimia
- Acalyphaceae, Bertyaceae, Crotonaceae, Hippomanaceae, Mercurialaceae, Peraceae, Ricinaceae, Ricinocarpaceae, Tithymalaceae, Tragiaceae, Trewiaceae.
- Androstachydaceae[13]
- Bischofiaceae[14]